# Laguenne
Laguenne era una comuna francesa que estaba situada en el departamento de Corrèze, de la región de Nueva Aquitania que el 1 de enero de 2019 pasó a formar parte de la comuna nueva de Laguenne-sur-Avalouze como comuna delegada.

## Historia
Entre 1795 y 1800 pasó a formar parte de la comuna de Tulle y en 1808 fue reconstituida a partir de sus antiguos territorios.

## Demografía
| Gráfica de evolución demográfica de Laguenne entre 1793 y 2016 |
|                                                                |

Los datos demográficos contemplados en este gráfico de la comuna de Laguenne se han cogido de 1793 a 1999 de la página francesa EHESS/Cassini, y los demás datos de la página del INSEE.